# Pseudogarypus spelaeus
Pseudogarypus spelaeus är en spindeldjursart som beskrevs av Benedict och Malcolm 1978. Pseudogarypus spelaeus ingår i släktet Pseudogarypus och familjen Pseudogarypidae. Inga underarter finns listade i Catalogue of Life.